# (20296) Shayestorm
(20296) Shayestorm (1998 FL76) – planetoida z pasa głównego asteroid okrążająca Słońce w ciągu 3,5 lat w średniej odległości 2,31 j.a. Odkryta 24 marca 1998 roku.